# 北美豪豬
北美豪豬（Erethizon dorsatum）是美洲豪豬科下的一種豪豬。美洲河狸是在北美洲唯一較北美豪豬大的齧齒目動物。北美豪豬是屬於豚鼠小目，其祖先於3000萬年前由非洲橫渡大西洋到達巴西，並於300萬年前南北美洲生物大遷徙後進入北美洲。
北美豪豬生活在加拿大、阿拉斯加及美國西北的針葉林及混合樹林中。牠們亦分佈在南至墨西哥北部一些灌叢帶、凍土層及沙漠的叢林中。牠們會在樹孔及岩石地區築巢。
北美豪豬一般都是深褐色或黑色，帶有白色的光澤。牠們矮胖、面小、腳短及尾巴肥短。牠們的上半身有刺，是用來防禦的。北美豪豬不會擲出牠的刺，刺很容易從身體脫落，而刺上的倒鈎則牢牢的扣在掠食者上。除非受到攻擊，刺一般是平放在身上的。北美豪豬會向掠食者擺動其有刺的尾巴。
北美豪豬主要活躍於夜間。於夏季，牠們一般生活在樹上，吃細樹枝、根、樹莖、草莓及其他植物。於冬季，牠們主要吃松樹葉及樹皮。牠們不會冬眠，但會睡很長時間，在冬天更會閉上牠們巢。北美豪豬的防禦力令牠們可以獨立生活。
北美豪豬在冬天交配，幼體會在春天出生，出生時的刺是軟的，幾小時後則會變硬。
北美豪豬被認為是有害動物，因牠會破壞樹木及皮革物品。夾板更容易受到破壞，原因是在製造過程中加入的鹽引起。美洲原住民會用牠們的刺來裝飾籃子及衣服。北美豪豬是可以食用的，且是加拿大原住民冬天的重要食物來源。牠們行動緩慢，經常成為車下亡魂。牠們的天敵有漁貂、貂熊、郊狼及美洲獅。
北美豪豬被認為很笨拙，但似乎原因是牠們近視及行動緩慢。北美豪豬對食物很揀擇，在卡茨基爾山森林的1000顆樹中，可以接受的只有1-2顆椴樹及1顆大齒楊。北美豪豬對複雜的迷宮遊戲有特別的學習能力，並可以將之記憶過百日。
北美豪豬是唯一北美洲的原住哺乳動物擁有皮膚抗體，阻止因從樹上掉下而被自己的刺刺傷造成的感染。北美豪豬因經常被昆蟲及樹枝所吸引而從樹上掉下來。北美豪豬與臭鼬是北美洲哺乳中唯一顏色是黑白色的，原因是牠們可以讓其他動物看見牠們而不受傷害。